# 亚历山大·冯·策姆林斯基
亚历山大·冯·策姆林斯基（德語：Alexander von Zemlinsky，1871年10月14日—1942年3月15日），奥地利作曲家、指挥家、音乐教育家。
策姆林斯基擅长写作声乐作品。其早期创作近似勃拉姆斯风格，后来受到勋伯格影响，开始采用无调性，但他的音乐始终和浪漫主义传统保持紧密的联系。

## 生平
出生于维也纳，1884年入维也纳音乐学院学习，后曾得勃拉姆斯帮助。1895年结识勋伯格并教授其对位法。1920-1927年任布拉格德国音乐学院院长。1938年流亡美国，1942年死于纽约。

## 作品
策姆林斯基最有名的作品之一是《抒情交响曲》（Lyrische Symphonie），这是一部为女高音、男中音和管弦乐而作的声乐交响曲，被普遍认为是受了马勒的《大地之歌》影响。本曲的歌词是印度大诗人泰戈尔所写。